# SARS-CoV-2-Verordnungen in Berlin
Die Verordnung über Maßnahmen zur Eindämmung der Ausbreitung des neuartigen Coronavirus SARS-CoV-2 in Berlin (SARS-CoV-2-Eindämmungsverordnung - SARS-CoV-2-EindV) (GVBl 76. Jahrgang Nr. 10) wurde am 14. März 2020 durch den Berliner Senat als Reaktion auf die Ausbreitung der COVID-19-Pandemie in Berlin erlassen.
Die Verordnung über erforderliche Maßnahmen zur Eindämmung der Ausbreitung des neuartigen Coronavirus SARS-CoV-2 in Berlin (SARS-CoV-2-Eindämmungsmaßnahmenverordnung – SARS-CoV-2-EindmaßnV) (GVBl 76. Jahrgang Nr. 11) ersetzte sie am 17. März 2020.
Seit dem 23. Juni 2020 wurde sie durch die SARS-CoV-2-Infektionsschutzverordnung (GVBl 76. Jahrgang Nr. 30), mit 13 Änderungen bis zum 26. November (GVBl 76. Jahrgang Nr. 56). Am 14. Dezember 2020 folgte eine Neufassung der Berliner Vorschriften zum Schutz vor Infektionen mit dem Coronavirus SARS-CoV-2 (GVBl. S. 1463), mit den nun als SARS-CoV-2-Infektionsschutzmaßnahmenverordnung bezeichneten Hauptverordnung und einigen Nebenverordnungen. Es folgten weitere, nachfolgend nicht mehr aktualisierte Änderungen. 

## Entwicklung im Jahr 2020
Das genannte Datum ist das Datum der Verordnung, das Datum des Inkrafttretens kann abweichen.
| Datum         | Name | Kurztitel                                                 | Abkürzung            | GVBl | Inhalt |
| ------------- | --- | --------------------------------------------------------- | -------------------- | ---- | --- |
| 14. März 2020 | Verordnung über Maßnahmen zur Eindämmung der Ausbreitung des neuartigen Coronavirus SARS-CoV-2 in Berlin                                           | SARS-CoV-2-Eindämmungsverordnung                          | SARS-CoV-2-EindV     | 10   | Erste Verordnung |
| 17. März 2020 | Verordnung über erforderliche Maßnahmen zur Eindämmung der Ausbreitung des neuartigen Coronavirus SARS-CoV-2 in Berlin                             | SARS-CoV-2-Eindämmungsmaßnahmenverordnung                 | SARS-CoV-2-EindmaßnV | 11   | Ersetzt SARS-CoV-2-Eindämmungsverordnung |
| 19. März 2020 | Erste Verordnung zur Änderung der SARS-CoV-2-Eindämmungsmaßnahmenverordnung                                                                        |                                                           |                      | 12   | Sonderregelungen für Werkstätten von Menschen mit Behinderungen. |
| 21. März 2020 | Zweite Verordnung zur Änderung der SARS-CoV-2-Eindämmungsmaßnahmenverordnung                                                                       |                                                           |                      | 12   | Schließung von Gaststätten, Verbot touristischer Übernachtungen, Verbot von Versammlungen von mehr als zehn Personen sowie das Gebot, bei Kontakten mit Menschen (abgesehen von Angehörigen des eigenen Haushalts) einen Mindestabstand von 1,5 Metern einzuhalten.                                                                        |
| 22. März 2020 | Verordnung über erforderliche Maßnahmen zur Eindämmung der Ausbreitung des neuartigen Coronavirus SARS-CoV-2 in Berlin                             | Ver-CoV-2-Eindämmungsmaßnahmenverordnung                  | Ver-CoV-2-EindmaßnV  | 12   | |
| 2. Apr. 2020  | Verordnung zur Änderung der Verordnung über erforderliche Maßnahmen zur Eindämmung der Ausbreitung des neuartigen Coronavirus SARS-CoV-2 in Berlin | Ver-CoV-2-Eindämmungsmaßnahmenverordnung                  | Ver-CoV-2-EindmaßnV  | 14   | Neu gefasst |
| 9. Apr. 2020  | Zweite Verordnung zur Änderung der SARS-CoV-2-Eindämmungsmaßnahmenverordnung                                                                       |                                                           |                      | 14   | Neu Besuchsregelungen und Quarantäneregelungen |
| 16. Apr. 2020 | Dritte Verordnung zur Änderung der SARS-CoV-2-Eindämmungsmaßnahmenverordnung                                                                       |                                                           |                      | 16   | Verlängert die Geltungsdauer der SARS-CoV-2-Eindämmungsmaßnahmenverordnung. |
| 21. Apr. 2020 | Vierte Verordnung zur Änderung der SARS-CoV-2-Eindämmungsmaßnahmenverordnung                                                                       |                                                           |                      | 17   | |
| 21. Apr. 2020 | Verordnung über das Verbot von Großveranstaltungen vor dem Hintergrund der SARS-CoV-2-Pandemie                                                     | Großveranstaltungsverbotsverordnung                       | GroßveranstVerbV     | 17   | |
| 21. Apr. 2020 | Verordnung über das Verbot von Großveranstaltungen vor dem Hintergrund der SARS-CoV-2-Pandemie                                                     | Großveranstaltungsverbotsverordnung                       | GroßveranstVerbV     | 17   | |
| 28. Apr. 2020 | Fünfte Verordnung zur Änderung der SARS-CoV-2-Eindämmungsmaßnahmenverordnung                                                                       |                                                           |                      | 19   | |
| 28. Apr. 2020 | Erste Verordnung zur Änderung der Verordnung über das Verbot von Großveranstaltungen vor dem Hintergrund der SARS-CoV-2-Pandemie                   | Großveranstaltungsverbotsverordnung                       | GroßveranstVerbV     | 19   | |
| 7. Mai 2020   | Sechste Verordnung zur Änderung der SARS-CoV-2-Eindämmungsmaßnahmenverordnung                                                                      |                                                           |                      | 21   | |
| 7. Mai 2020   | Zweite Verordnung zur Änderung der Verordnung über das Verbot von Großveranstaltungen vor dem Hintergrund der SARS-CoV-2-Pandemie                  |                                                           |                      | 21   | |
| 12. Mai 2020  | Siebente Verordnung zur Änderung der SARS-CoV-2-Eindämmungsmaßnahmenverordnung                                                                     |                                                           |                      | 21   | |
| 19. Mai 2020  | Achte Verordnung zur Änderung der SARS-CoV-2-Eindämmungsmaßnahmenverordnung                                                                        |                                                           |                      | 24   | |
| 28. Mai 2020  | Neunte Verordnung zur Änderung der SARS-CoV-2-Eindämmungsmaßnahmenverordnung                                                                       |                                                           |                      | 26   | |
| 28. Mai 2020  | Dritte Verordnung zur Änderung der Verordnung über das Verbot von Großveranstaltungen vor dem Hintergrund der SARS-CoV-2-Pandemie                  |                                                           |                      | 26   | |
| 9. Juni 2020  | Zehnte Verordnung zur Änderung der SARS-CoV-2-Eindämmungsmaßnahmenverordnung                                                                       |                                                           |                      | 27   | |
| 23. Juni 2020 | SARS-CoV-2-Infektionsschutzverordnung |                                                           |                      | 30   | Ersetzt SARS-CoV-2-Eindämmungsmaßnahmenverordnung und Großveranstaltungsverbotsverordnung |
| 26. Juni 2020 | Erste Verordnung zur Änderung der SARS-CoV-2-Infektionsschutzverordnung                                                                            |                                                           |                      | 31   | |
| 21. Juli 2020 | Zweite Verordnung zur Änderung der SARS-CoV-2-Infektionsschutzverordnung                                                                           |                                                           |                      | 35   | |
| 4. Aug. 2020  | Dritte Verordnung zur Änderung der SARS-CoV-2-Infektionsschutzverordnung                                                                           |                                                           |                      | 37   | |
| 11. Aug. 2020 | Vierte Verordnung zur Änderung der SARS-CoV-2-Infektionsschutzverordnung                                                                           |                                                           |                      | 38   | |
| 1. Sep. 2020  | Fünfte Verordnung zur Änderung der SARS-CoV-2-Infektionsschutzverordnung                                                                           |                                                           |                      | 39   | |
| 29. Sep. 2020 | Sechste Verordnung zur Änderung der SARS-CoV-2-Infektionsschutzverordnung                                                                          |                                                           |                      | 43   | |
| 6. Okt. 2020  | Siebente Verordnung zur Änderung der SARS-CoV-2-Infektionsschutzverordnung                                                                         |                                                           |                      | 45   | |
| 24. Okt. 2020 | Achte Verordnung zur Änderung der SARS-CoV-2-Infektionsschutzverordnung                                                                            |                                                           |                      | 47   | Sperrstunde für Gaststätten und 5-Personen-Grenze im öffentlichen Raum im Freien von 23 Uhr bis 6 Uhr. Maskenpflicht auf Märkten und einer Liste von zehn Straßen. |
| 27. Okt. 2020 | Neunte Verordnung zur Änderung der SARS-CoV-2-Infektionsschutzverordnung                                                                           |                                                           |                      | 49   | Maskenpflicht an einer Liste von weiteren Ort, Ausnahme für Personen auf Fahrzeugen außerhalb von Fußwegen. Weitere Personenbeschränkung bei Veranstaltungen. Schließung von Hochschulen für den Publikumsverkehr, Ausnahmen für Lehre, in der Präsenz erforderlich ist, wie z. B. in Labore, die Bibliotheken und den Botanischen Garten. |
| 29. Okt. 2020 | Zehnte Verordnung zur Änderung der SARS-CoV-2-Infektionsschutzverordnung                                                                           |                                                           |                      | 50   | Gaststätten geschlossen, nur Außer-Haus-Verkauf. Keine touristische Übernachtung in Hotels. Private Zusammentreffen mit höchstens 10 Personen aus max. zwei Haushalten oder aus drei Haushalten, davon zweimal eine Person je Haushalt. |
| 6. Nov. 2020  | Elfte Verordnung zur Änderung der SARS-CoV-2-Infektionsschutzverordnung                                                                            |                                                           |                      | 51   | |
| 17. Nov. 2020 | Zwölfte Verordnung zur Änderung der SARS-CoV-2-Infektionsschutzverordnung                                                                          |                                                           |                      | 54   | |
| 26. Nov. 2020 | Dreizehnte Verordnung zur Änderung der SARS-CoV-2-Infektionsschutzverordnung                                                                       |                                                           |                      | 56   | Maskenpflicht auch auf Gehsteigen vor Geschäften. Private Zusammentreffen mit höchstens 5 Personen plus Kindern unter 12 aus zwei Haushalten. |
| 14. Dez. 2020 | Verordnung zur Neufassung der Berliner Vorschriften zum Schutz vor Infektionen mit dem Coronavirus SARS-CoV-2 (GVBl. S. 1463)                      | enthalten: SARS-CoV-2-Infektionsschutzmaßnahmenverordnung | InfSchMV             | 60   | dazugehörige Begründung |
| 22. Dez. 2020 | Erste Verordnung zur Änderung der SARS-CoV-2-Infektionsschutzmaßnahmenverordnung (GVBl. S. 1573)                                                   |                                                           |                      | 63   | |

Weiterentwicklung im Jahr 2021 und Nebenverordnungen siehe Liste der infolge der COVID-19-Pandemie erlassenen deutschen Gesetze und Verordnungen#Berlin

## Gerichtsbeschlüsse

### OVG Berlin-Brandenburg
Das Oberverwaltungsgericht Berlin-Brandenburg wies am 3. April die Beschwerde eines Berliner Rechtsanwaltes als unzulässig zurück, da es vom (Berliner) Gesetzgeber nicht mit der Normenkontrolle von Rechtsakten unterhalb eines Gesetzes wie der SARS-CoV-2-EindmaßnV beauftragt sei (Az. 11 S 13/20).

### Bundesverfassungsgericht
Im März 2020 wurde vor dem Bundesverfassungsgericht Verfassungsbeschwerde gegen die SARS-CoV-2-Eindämmungsmaßnahmenverordnung in der Fassung vom 22. März 2020 eingelegt. Der Beschwerdeführer machte geltend, die in § 14 der Verordnung geregelten Kontaktbeschränkungen verletzten ihn in seinen Grundrechten auf Freiheit der Person (Art. 2 Grundgesetz) und Freizügigkeit (Art. 11 Grundgesetz). Das in § 1 der Verordnung statuierte grundsätzliche Verbot von öffentlichen und nichtöffentlichen Veranstaltungen, Versammlungen, Zusammenkünften und Ansammlungen beeinträchtige ihn in seinen Grundrechten auf freie Religionsausübung (Art. 4 Grundgesetz), Versammlungsfreiheit (Art. 8 Grundgesetz) und Vereinigungsfreiheit (Art. 9 Grundgesetz). Die durch die Verordnung vorgenommenen staatlichen Eingriffe seien nicht durch die Verordnungsermächtigung in § 32 Infektionsschutzgesetz gedeckt. Außerdem seien sie unverhältnismäßig.
Das Bundesverfassungsgericht nahm die Verfassungsbeschwerde nicht zur Entscheidung an. Weil Verfassungsbeschwerden grundsätzlich erst nach Erschöpfung des Rechtswegs erhoben werden dürfen, verwies es den Beschwerdeführer an die Verwaltungsgerichtsbarkeit. Das Gericht stellte zudem fest, dass die verfassungsrechtliche Beurteilung der angegriffenen Bestimmungen nicht nur von juristischen Fragen abhänge. Von Bedeutung seien vielmehr auch virologische, epidemiologische, medizinische und psychologische Bewertungen und Risikoeinschätzungen. Vor einer Anrufung des Bundesverfassungsgerichts bestehe daher „Bedarf an einer fachgerichtlichen Aufbereitung der Entscheidungsgrundlagen“.

### Verfassungsgerichtshof des Landes Berlin
Der Verfassungsgerichtshof des Landes Berlin wies am 17. April den Antrag auf vorläufige Außerkraftsetzung verschiedener Regelungen der SARS-CoV-2-EindmaßnV zurück (Aktenzeichen: VerfGH 50 A/20). Ein Berliner Rechtsanwalt sah seine Rechte durch die Schließung von Bibliotheken und das Gebot, seine Wohnung nicht zu verlassen, in verfassungswidriger Weise verletzt. Das Gericht nahm den Antrag zur Entscheidung an, erklärte ihn aber für unbegründet. Es argumentierte, dass die nachteiligen Folgen, die der Allgemeinheit im Falle einer Aussetzung drohten, schwerer wögen als die Nachteile des Beschwerdeführers. Das Urteil enthält ein Sondervotum zweier Verfassungsrichter, die den Antrag „für teilweise offensichtlich begründet“ halten.